# Parlement d'Antigua-et-Barbuda

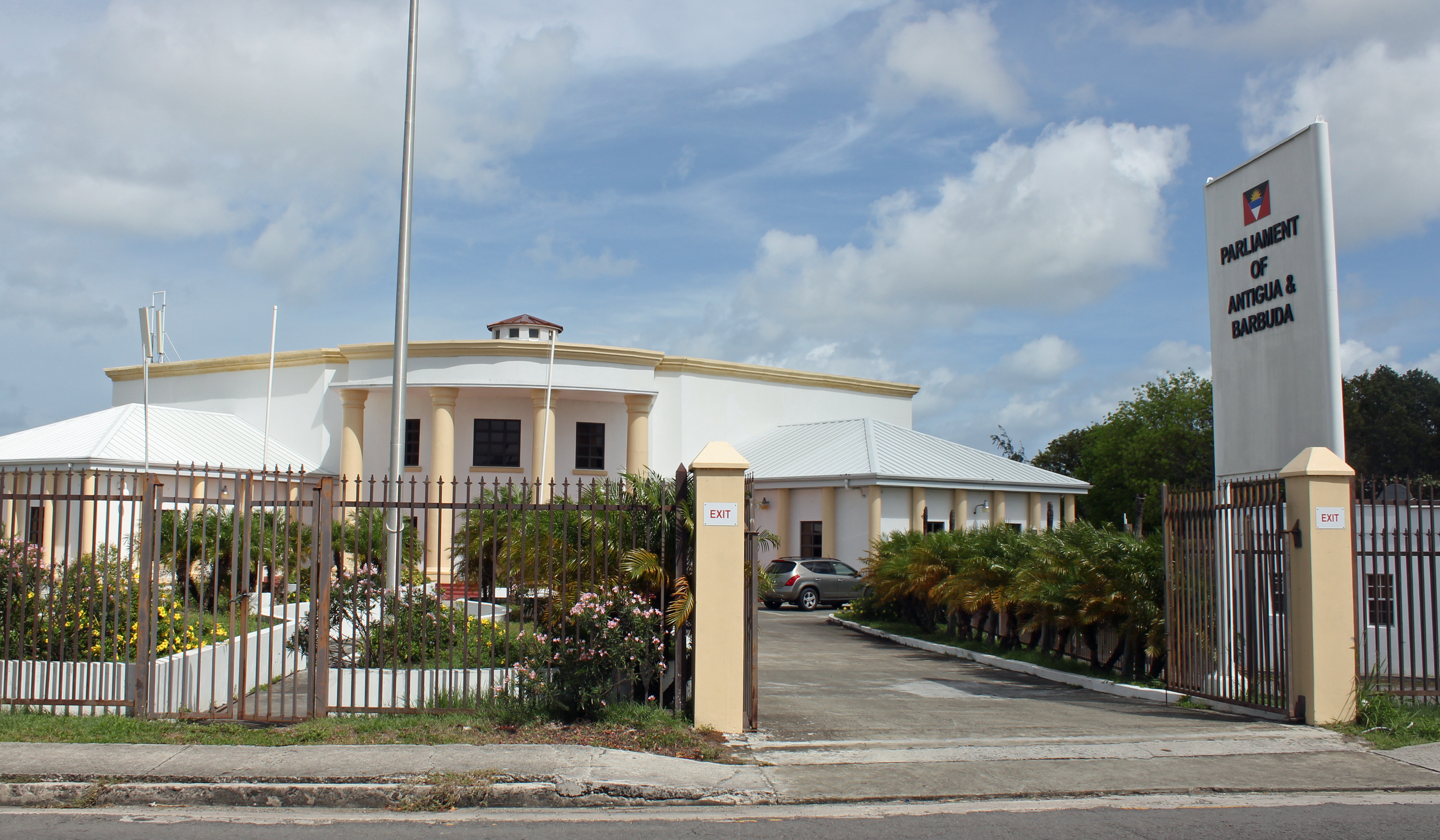
Parlement d'Antigua et Barbuda, situé sur Queen Elizabeth Highway à St. John's.

Le Parlement d'Antigua-et-Barbuda (en anglais : Parliament of Antigua and Barbuda) est l'organe législatif bicaméral d'Antigua-et-Barbuda. Il est composé :
- du monarque d'Antigua-et-Barbuda, représenté par le gouverneur général ;
- d'une chambre haute, le Sénat ;
- d'une chambre basse, la Chambre des représentants.